# Parafia Nawiedzenia Najświętszej Maryi Panny w Goworowicach
Parafia Nawiedzenia Najświętszej Maryi Panny w Goworowicach – parafia rzymskokatolicka, znajdująca się w diecezji opolskiej, w dekanacie Otmuchów.
Parafię obsługuje proboszcz parafii św. Andrzeja Apostoła w Kamienniku.